# Black Entertainment Television
Black Entertainment Television (BET) ist ein US-amerikanischer Fernsehsender. BET wurde 1980 von Robert L. Johnson gegründet und ging als Timeshare-Version am 25. Januar 1980 erstmals auf Sendung. 2001 wurde Viacom, heute Paramount Global Eigentümer des Unternehmens, welches inzwischen weitere Schwestersender unterhält.
Zielgruppe sind hauptsächlich junge Afroamerikaner. Das Programm besteht zu einem großen Teil aus Musikvideos der Stilrichtungen Hip-Hop, Soul und R&B sowie Filmen, Shows und Serien. Bekannt sind die BET Awards, die seit 2001 jährlich an schwarze Stars aus den Bereichen Musik, Film, Unterhaltung und Sport verliehen werden.
BET betreibt ein Subscription-Video-on-Demand-Programm namens BET+.

## Geschichte
Nachdem Robert L. Johnson 1979 als Lobbyist der Kabelindustrie zurückgetreten war, entschloss er sich sein eigenes Kabel-Netzwerk zu gründen. Er lieh sich 15.000 US-Dollar von John Malone, der außerdem eine halbe Million US-Dollar in das neue Netzwerk investierte. Am 25. Januar 1980 war schließlich der Sendestart von Black Entertainment Television (BET). Zunächst erschien BET als wöchentlicher zweistündiger Programmblock auf Madison Square Garden Sports Network, das sich drei Monate nach dem Start in USA Network umbenannte. In diesem Programmfenster wurden überwiegend Musikvideos, ein Spielfilm und Wiederholungen von populären schwarzen Sitcoms wie Die Jeffersons und Benson gezeigt.
Ab 1983 emanzipierte sich BET von anderen Kanälen und wurde ein eigenständiger Sender mit 24-Stunden-Programm. Dies gelang mit Unterstützung durch Taft Broadcasting, die 1 bis 2 Millionen US-Dollar investierten. Nächster Partner wurde Home Box Office. Allerdings war BET gezwungen in verschiedenen Kabelnetzwerken, über die der Sender ausgestrahlt wurde, andere Sender ausstrahlen zu lassen. Dies änderte sich erst mit dem digitalen Ausbau von Kabelnetzwerken und dem zunehmenden Satellitenmarkt. 1986 unterstützte Time Warner BET. In manchen Gegenden dauerte es aber zum Teil bis 2010 als Paramount BET Networks in ihr Kabelprogramm aufnahmen.
Der Sender konzentrierte sich zunächst weiter auf Wiederholungen, sowie College Sportsendungen, Gospel und Infomercials. Doch mit dem Erfolg von MTV, das zu jener Zeit afroamerikanische Künstler so gut wie ignorierte, sah Johnson einen Markt. BET begann Musikvideos der Genres Soul, Contemporary R&B und Hip-Hop auszustrahlen. Johnson verwendete außerdem den Namen BET und ließ den ausgeschriebenen Namen meist weg, um Zuschauer nicht abzuschrecken und leichter in die verschiedenen Kabelnetze zu kommen.
1986 wurde die Nachrichtensendung BET News mit Paul Berry als erstem Sprecher eingeführt.Ihm folgte 1988 Ed Gordon, der später auch weitere Sendungen moderierte.
1991 wurde das Netzwerk die erste von Schwarzen kontrollierte Fernsehgesellschaft, die an der New Yorker Börse gehandelt wurde.  Im gleichen Jahr begann man auf dem Zeitschriftenmarkt zu operieren. So gründete BET das Teenagermagazin YSB und kaufte Emerge, ein US-amerikanisches Nachrichtenmagazin, von Time Inc.
In den späten 1990ern begann BET zu expandieren. Es wurden verschiedene Spartensender gegründet, unter anderem der Jazzsender BET on Jazz, aus dem später BET Her hervorgehen sollte. Zusammen mit Starz wurde als Joint Venture der Premium Channel BET Movies: Starz! 3 gegründet. Nachdem BET aus dem Joint Venture austrat wurde der Sender als Black Starz ohne BET weitergeführt. 1996 war BET der erste Fernsehsender, der ein Interview mit O. J. Simpson nach seinem Freispruch führen durfte. An diesem Tag erreichte der sonst eine Zuschauerzahl von höchstens 300.000 Personen erreichende Sender auf einen Schlag 3 Millionen Zuschauer. Im gleichen Monat stieg der Marktwert auf dem Aktienmarkt um 30 %.
1998 privatisierte Johnson und brachte es zu einem Marktwert von 1,3 Milliarden US-Dollar. Der Sender schaffte es so in 70 Millionen US-Haushalten verfügbar zu sein und erreichte ein geschätztes Publikum von 35 Millionen schwarzen US-Amerikanern. 1998 drängte man durch den Kauf von Arabesque Books außerdem auf den Buchhandel. 2000 entstand mit Unterstützung von Microsoft und News Corporation die Website BET.com,
2001 wurde BET von Viacom für 3 Milliarden aufgekauft. Damit verlor der Sender seinen Status als von Afroamerikanern geleitetes Unternehmen. Johnson blieb weiterhin Vorsitzender und CEO. Zugleich wurde er der erste afroamerikanische Milliardär der Vereinigten Staaten. Er sah sich jedoch vermehrt Kritik ausgesetzt, den Sender an weiße Besitzer verkauft zu haben. 2005 verließ er BET, seine Nachfolgerin wurde Debra L. Lee.
2002 nahmen die Sparten-Musiksender BET Hip-Hop und BET Gospel ihren Betrieb auf. Zudem begann der Sender vermehrt auf Eigenproduktionen zu setzen.
2007 debütierte die Show Hot Ghetto Mess auf BET. Die Comedy-Show von Charlie Murphy, der durch die Chappelle’s Show bekannt wurde, sorgte auf Grund des provokanten Titels schon im Vorfeld für Kontroversen. Auch die stereotypische Porträtierung von Afroamerikaner sorgte dafür, dass die Sendung als problematisch beurteilt wurde. Sie wurde schließlich in We Got to Do Better umbenannt.
2018 trat Debra Lee nach 13 Jahren als CEO von ihrem Posten zurück. Scott Mills, der sowohl für Viacom als auch für BET Networks gearbeitet hatte, wurde ihr Nachfolger als CEO.

## Programm und Publikum
Der Sender spricht seit der Gründung vor allem ein afroamerikanisches Publikum an sowie ein Publikum, das an afroamerikanischer Kultur interessiert ist. Johnston versteckte eine Zeitlang den ausgeschriebenen Namen „Black Entertainment Television“, um besser in die verschiedenen Kabelnetzwerke zu kommen.
Das Programm ist überwiegend musikzentriert. Neben den Musikvideos gibt es auch verschiedene Musiksendungen. Weiterhin sind Wiederholungen von Sitcoms sowie eigene Shows wie Being Mary Jane und The Oval Kernstück des Programms.
2001 wurden erstmals die BET Awards verliehen, die erste Awardsshow, die vor allem Afroamerikaner für ihre Verdienste in Musik, Film und Sport auszeichnete. Ab 2006 kamen die BET Hip Hop Awards hinzu. 2009 folgten die Soul Train Music Awards und seit 2020 gehören auch die NAACP Image Award zum Portfolio des Senders.

## Ableger

### BET Gospel
BET Gospel startete am 1. Juli 2002. Der Sender zeigt vor allem Musikvideos aus dem Bereich Gospel sowie religiöses Programm. Wie der Hauptsender handelt es sich dabei um eine Mischung aus Wiederholungen und neu produzierten Sendungen.

### BET HER
Bet Her wurde 1996 als BET on Jazz gegründet und später in BET Jazz umbenannt. 2006 folgte ein Rebranding als BET J. Zunächst nur für Jazz gedacht entwickelte sich BET J zu einem Musiksender für Jazz, Neo-Soul, Reggaeton und Alternative Hip-Hop. 2009 entwickelte sich der Sender mit dem Namen Centric zu einem Unterhaltungssender, der sich vor allem an erwachsene Afroamerikaner mittleren Alters richtete. Ab 2014 wurden afroamerikanische Frauen als Zielgruppe gewählt, unter anderem durch einen Deal mit Queen Latifahs Produktionsunternehmen Flavor Unit Entertainment. Am 25. September 2017 wurde der Sender dann auch in BET Her umbenannt.

### BET Hip-Hop
BET hip-Hop startete am 1. Juli 2002 als Musiksender für Hip-Hop-Videos sowie die Sendungen Rap City, ComicView und ähnliche Formate. Mit dem Launch von BET Jams entwickelte sich der Sender zu einer reinen Playlist für Musikvideos aus dem Hip-Hop-Genre.

### BET Jams
BET Jams wurde am 1. Mai 2002 als MTV Jams gestartet und gehörte damals zu MTV Networks. Der Sender richtete sich an ein Publikum mit Interesse an Hip-Hop und Urban Music. Viacom, denen auch MTV gehört, vergaben den Sender am 5. Oktober 2015 an BET, so dass er zu BET Jams umbenannt wurde und sowohl das eigene Programm als auch die Eigenproduktionen von BET Hip-Hop übernahm.

### BET Soul
BET Soul ging am 1. Januar 1998 als VH1 Soul auf Sendung und war ein Ableger von VH1. Ähnlich wie MTV Jams wurde der Sender, der sich auf Soulmusik spezialisiert hat, 2015 an BET weitergegeben. Es handelt sich wie BET Hip-Hop um einen Videoplayer. Gezeigt werden Videos aus dem Bereich Soul und Contemporary R&B.

### BET+
BET+ ist ein Subscription-Video-on-Demand-Dienst von Black Entertainment Television (BET). Er ging am 19. September 2019 online.

### Internationale Ableger
Mit dem Start von BET Canada ging 1997 der erste internationale Ableger auf Sendung. Es folgte am 27. Februar 2008 BET International, der seinen Hauptsitz in London hatte. Mit dem bevorstehenden Start von Paramount+ in Europa wurde der Sender am 8. April 2021 eingestellt. Die Inhalte wechselten bereits vor dem Start von Paramount+ zu den Streamingplattformen My5 von Channel 5 und Pluto TV. Am 17. November 2015 startete BET France in Frankreich. Im Jahr 2021 ersetzte Canal+ BET in den Übersee-Gebieten durch Nickelodeon Junior.

## Logos
Das erste Logo wurde von der Grafikdesignerin Cheryl D. Miller für gerade mal 125 US-Dollar erstellt. Der schwarze Stern, der auch als Icon für das Netzwerk fungiert und sich später in abgewandelten Versionen auch in späteren Logos sowie den verschiedenen Spatensendern wiederfindet, sollte „Black Star Power“ (also mehrdeutig „schwarze Starpower“, aber auch Black Power) symbolisieren. Das Logo wurde mehrfach angepasst.
2021 wurde das Logo erneuert und bei den 2021 BET Awards erstmals vorgestellt. Der Stern blieb als weißer Stern erhalten, doch das Logo befindet sich nun in einem schwarzen Quadrat. Dieses neue Logo soll die „Black Canvas“ („schwarze Leinwand“) symbolisieren. Zudem spielt das Logo mit der Doppeldeutigkeit vom englischen „square“ (Quadrat), das auch einen Platz benennen kann. So soll das neue Logo symbolisieren, das der Sender ein Platz für ein schwarzes Publikum, aber auch schwarze Creator und schwarze Talente sein soll.

Logo von 2005 bis 2010
Das Logo von 2005 bis 2010 mit rotem Stern
Logo von 2010 bis 2021
Aktuelles Logo (seit 2021)

## Kritik und Kontroversen
Kritisiert wurde der Sender oft, dass er Vorurteile gegen afroamerikanische Personen verstärke, in dem diese mit stereotypem Verhalten gezeigt werden. Dies betraf neben der Serie We Got to Do Better auch einige Musikvideos, in denen Frauen lediglich als Sexobjekte gezeigt wurden. Zudem wurde dem Sender häufig Reverse racism nachgesagt. Zu bekannten Kritikern des Senders zählen Chuck D, der Journalist George E. Curry, Autor und Journalist Keith Boykin, der Wirtschaftswissenschaftler Boyce Watkins, Comicautor Christopher Priest, Filmemacher Spike Lee und der ehemalige NFL-Spieler und Politiker Burgess Owens. 2008 kam es sogar zu einem öffentlichen Protest verschiedener schwarzer Priester vor dem damaligen Sitz in Washington, D.C.
Erst in den späten 2000ern begann man an diesem negativen Image zu arbeiten. So entstanden zum einen Shows, die starke schwarze Frauen präsentierten, zum anderen wurden verschiedene Musikvideos zensiert.
2006 wollte BET statt der Beerdigung von Bürgerrechtlerin Coretta Scott King sein reguläres Programm zeigen, anders als die Konkurrenzsender TV One und Black Family Channel sowie die Nachrichtensender CNN, Fox News Channel und MSNBC. Diese Entscheidung wurde weit kritisiert. Für diese Entscheidung erhielt BET die Negativauszeichnung „Thumbs Down“ der afroamerikanischen Journalistenorganisation National Association of Black Journalists (NABJ).